# Гуманець
Гумане́ць — село в Україні, у Самбірському районі Львівської області. Населення становить 687 осіб. Орган місцевого самоврядування - Хирівська міська рада.

## Населення

### Мова
Розподіл населення за рідною мовою за даними перепису 2001 року:
| Мова       | Кількість | Відсоток |
| ---------- | --------- | -------- |
| українська | 686       | 99.85%   |
| польська   | 1         | 0.15%    |
| Усього     | 687       | 100%     |

## Відомі люди
- Гаврилик Петро Михайлович — референт пропаганди та виконувач обов'язки керівника Самбірського надрайонного проводу ОУН, Лицар Срібного хреста заслуги УПА. Загинув поблизу села.